# دان غراتون
دان غراتون هو لاعب هوكي الجليد كندي، ولد في 7 ديسمبر 1966 في برانتفورد في كندا.

## وصلات خارجية
- دان غراتون على موقع دوري الهوكي الوطني (الإنجليزية)
- دان غراتون على موقع EliteProspects.com (الإنجليزية)
- دان غراتون على موقع HockeyDB.com (الإنجليزية)
- دان غراتون على موقع Hockey-Reference.com (الإنجليزية)